# Thomas Chrowder Chamberlin
Thomas Chrowder Chamberlin (Mattoon, 25 settembre 1843 – Chicago, 15 novembre 1928) è stato un geologo statunitense.
Dal 1887 al 1892 fu presidente dell'Università del Wisconsin-Madison. Nel 1893 fondò il Journal of Geology, che diresse per molti anni.

## Biografia
Chamberlin nacque il 25 settembre 1843 a Mattoon, in Illinois, negli Stati Uniti. Quando aveva tre anni, la sua famiglia si trasferì nei pressi di Beloit, nel Wisconsin. Suo padre era un pastore metodista ed un agricoltore. Frequentò una scuola di preparazione prima di entrare al Beloit College, dove ricevette un'educazione classica in greco e latino, mentre mostrava il proprio interesse per le scienze naturali. Da studente, diresse un coro parrocchiale e partecipò a gare di atletica ed a dibattiti.
Dopo essersi laureato nel 1866, lavorò come insegnante per due anni e successivamente come preside in una scuola superiore nei pressi di Beloit. Nel 1867 sposò Alma Wilson.
Nel 1868-1869, Chamberlin frequentò dei corsi universitari, tra i quali geologia, presso l'Università del Michigan per rafforzare la propria preparazione scientifica. Successivamente (1869-1873) insegnò scienze naturali alla State Normal School di Whitewater, Wisconsin. Dal 1873, insegnò geologia, zoologia e botanica presso il Beloit College. Nello stesso anno venne incaricato, con altri, di eseguire un rilevamento geologico del Wisconsin. Il suo impegno si concentrò nella mappatura della porzione sud-orientale dello stato. La presenza di numerosi e spessi depositi glaciali lo condusse a riconoscere l'occorrenza di molteplici episodi di glaciazione nel corso del Pleistocene. Con alcune piccole modifiche, è ancora in uso la terminologia che introdusse per designare le ere glaciali in America settentrionale.
Nel 1876, Chamberlin fu posto a capo del progetto per il rilevamento geologico del Wisconsin, del quale supervisionò il completamento e la pubblicazione del rapporto conclusivo in quattro volumi, in cui curò le sezioni dedicate ai depositi glaciali, alla geologia delle rocce in posto dei periodi Paleozoico e Precambriano, ai depositi di minerali di piombo e zinco, ai pozzi artesiani ed ai suoli. Il progetto gli diede fama nazionale e lo condusse ad essere incaricato nel 1881 di guidare la divisione sulle glaciazioni dello U.S. Geological Survey. In seguito diresse l'Università del Wisconsin-Madison (1887-1892).
Nel 1892 accettò di organizzare un dipartimento di geologia presso la nuova Università di Chicago, dove rimase come insegnante fino al 1918. Dal 1898 al 1914 fu presidente della Chicago Academy of Sciences.
Nel 1905, Chamberlin e Forest Ray Moulton svilupparono una teoria per la formazione del Sistema solare che sfidò l'ipotesi nebulare di Laplace. L'ipotesi planetesimale di Chamberlin-Moulton godette di supporto per oltre un terzo di secolo, ma perse sostegno alla fine degli anni trenta. Fu infine scartata negli anni quaranta dalla comprensione che era incompatibile con il valore del momento angolare di Giove. Parte della teoria, comunque è ancora parte del modello di formazione planetaria; in particolare che i pianeti si formino dall'accrezione di oggetti più piccoli, i planetesimi. Dalle previsioni della sua teoria e da altre prove geologiche, concluse che la Terra fosse molto più vecchia rispetto a quanto suggerito da Kelvin (circa 100 milioni di anni).
Professionalmente, Chamberlin rimase attivo fino alla sua morte, avvenuta il 15 novembre 1928 a Chicago.
I suoi articoli sono custoditi presso gli archivi dell'Università di Chicago e del Beloit College. Quest'ultimo conserva anche gli articoli del figlio, Rollin T. Chamberlin, anche lui geologo.

## Onorificenze
Nel 1927, la Geological Society of America gli ha assegnato la prima "Medaglia Penrose".
Sono stati nominati in suo onore alcuni edifici presso i campus del Beloit College e dell'Università del Wisconsin–Madison, così come due crateri: il cratere Chamberlin sulla Luna ed il cratere Chamberlin su Marte.

## Opere
La sua produzione include:
- Outline of a Course of Oral Instruction (1872)
- Geology of Wisconsin (1877)
- Preliminary paper on the terminal moraine of the second glacial epoch (U.S. Geological Survey, 1882)
- The rock scorings of the great ice invasions (U.S. Geological Survey, 1886)
- The method of multiple working hypotheses. Science. v. 15:92–96p. (1890)
- Contribution to the Theory of Glacial Motion (1904)
- Con R. D. Salisbury, Geology (tre volumi, 1907–09)
- The Origin of the Earth (1916)